# Ричленд (округ, Південна Кароліна)
Шаблон:StateAbbr_ 34°01′18″ пн. ш. 80°54′11″ зх. д. / 34.0218° пн. ш. 80.90304° зх. д.
Округ Ричленд (англ. Richland County) — округ (графство) у штаті Південна Кароліна, США. Ідентифікатор округу 45079.

## Історія
Округ утворений 1799 року.

## Демографія
За даними перепису 
2000 року 
загальне населення округу становило 320677 осіб, зокрема міського населення було 279542, а сільського — 41135.
Серед мешканців округу чоловіків було 154737, а жінок — 165940. В окрузі було 120101 домогосподарство, 76378 родин, які мешкали в 129793 будинках.
Середній розмір родини становив 3,05.
Віковий розподіл населення поданий у таблиці:
| Стать    | До 15 років | 15-21 | 22-29 | 30-39 | 40-49 | 50-65 | 65-85 | Понад 85 |
| -------- | ----------- | ----- | ----- | ----- | ----- | ----- | ----- | -------- |
| Чоловіки | 32564       | 20891 | 21092 | 24372 | 23046 | 20386 | 11502 | 884      |
| Жінки    | 31570       | 20085 | 21539 | 25765 | 25232 | 22660 | 16595 | 2494     |

## Суміжні округи
- Ферфілд — північ
- Кершо — північний схід
- Самтер — схід
- Калгун — південь
- Лексінгтон — захід
- Ньюбері — північний захід

## Виноски
1. ↑  https://www.carolana.com/SC/Counties/1785_SC_Legislative_Act_Establishing_34_Counties.html
2. ↑  U.S. Decennial Census. United States Census Bureau. Архів оригіналу за 26 квітня 2015. Процитовано 19 березня 2015.
3. ↑  Historical Census Browser. University of Virginia Library. Архів оригіналу за 11 серпня 2012. Процитовано 19 березня 2015.
4. ↑  Forstall, Richard L., ред. (27 березня 1995). Population of Counties by Decennial Census: 1900 to 1990. United States Census Bureau. Архів оригіналу за 2 лютого 2015. Процитовано 19 березня 2015.
5. ↑  Census 2000 PHC-T-4. Ranking Tables for Counties: 1990 and 2000 (PDF). United States Census Bureau. 2 квітня 2001. Архів оригіналу (PDF) за 18 грудня 2014. Процитовано 19 березня 2015.
6. ↑  State & County QuickFacts. United States Census Bureau. Архів оригіналу за 17 липня 2011. Процитовано 25 листопада 2013.(англ.) Наведено за англійською вікіпедією.
7. ↑  American FactFinder. Бюро перепису населення США. Архів оригіналу за 26 лютого 2012. Процитовано 31 січня 2008.

| США | Це незавершена стаття з географії США. Ви можете допомогти проєкту, виправивши або дописавши її. |